# Élections législatives de 1986 en Loir-et-Cher
Les élections législatives françaises de 1986 ont lieu le 16 mars 1986. Dans le département de Loir-et-Cher, trois députés sont à élire dans le cadre d'un scrutin proportionnel par liste départementale à un seul tour.

## Élus
| Député élu    |  | Parti     |
| ------------- |  | --------- |
| Roger Corrèze |  | RPR       |
| Jean Desanlis |  | UDF (CDS) |
| Jack Lang     |  | PS        |

## Listes en présence

### Mouvement pour un parti des travailleurs
| N° | Candidats            | Parti | Parti | Principales fonctions  |
| -- | -------------------- | ----- | ----- | ---------------------- |
| 01 | Daniel Rogier        |       | MPPT  | Professeur             |
| 02 | Gisèle Blondy        |       | MPPT  | Mère de famille        |
| 03 | Laurence Schanentgen |       | MPPT  | Agent de service       |
|    |                      |       |       |                        |
| 04 | André Ragu           |       | MPPT  | Fonctionnaire à l'ONIC |
| 05 | Catherine Perroche   |       | MPPT  | Institutrice           |

### Parti communiste français
| N° | Candidats            | Parti | Parti | Principales fonctions                                 |
| -- | -------------------- | ----- | ----- | ----------------------------------------------------- |
| 01 | Jean-Louis Le Moing  |       | PCF   | Conseiller municipal de Blois, secrétaire du PCF      |
| 02 | Jean-Jacques Mansart |       | PCF   | Conseiller municipal de Vendôme, technicien supérieur |
| 03 | Pierre Bertoux       |       | PCF   | Ouvrier à Matra-Romorantin                            |
|    |                      |       |       |                                                       |
| 04 | Michèle Noury        |       | PCF   | Artisan imprimeur, Mazangé                            |
| 05 | Philippe Cordat      |       | PCF   | Syndicaliste, Blois, ouvrier mécanicien               |

### Parti socialiste
| N° | Candidats       | Parti | Parti | Principales fonctions                                                     |
| -- | --------------- | ----- | ----- | ------------------------------------------------------------------------- |
| 01 | Jack Lang       |       | PS    | Ministre de la Culture et membre du Conseil de Paris, professeur de droit |
| 02 | Jeanny Lorgeoux |       | PS    | Maire de Romorantin-Lanthenay, administrateur de société                  |
| 03 | Daniel Cochet   |       | PS    | Avocat à Blois                                                            |
|    |                 |       |       |                                                                           |
| 04 | Nicole Métais   |       | PS    | Infirmière, Saint-Dyé-sur-Loire                                           |
| 05 | Pierre Follet   |       | PS    | Agriculteur, Fresnes                                                      |

### Opposition (RPR-UDF)
| N° | Candidats        | Parti | Parti   | Principales fonctions                                                                                                   |
| -- | ---------------- | ----- | ------- | --- |
| 01 | Roger Corrèze    |       | RPR     | Député sortant, conseiller général du Canton de Salbris et maire de Salbris, retraité                                   |
| 02 | Jean Desanlis    |       | UDF-CDS | Député sortant, conseiller général du Canton de Saint-Amand-Longpré et adjoint au maire de Vendôme, docteur vétérinaire |
| 03 | Jacques Blot     |       | UDF-CDS | Conseiller général du Canton de Blois-3 et conseiller municipal de Blois, conseiller des Affaires étrangères            |
|    |                  |       |         | |
| 04 | Bruno Martinet   |       | RPR     | Conseiller municipal de Blois, commerçant                                                                               |
| 05 | Félicien Granger |       | DVD     | Conseiller régional et maire de Sargé-sur-Braye, agriculteur                                                            |

### Front national
| N° | Candidats          | Parti | Parti | Principales fonctions              |
| -- | ------------------ | ----- | ----- | ---------------------------------- |
| 01 | Anne-Marie Chalvet |       | FN    |                                    |
| 02 | Christian Thareau  |       | FN    | Cadre de banque                    |
| 03 | Solange Baubeau    |       | FN    | Commandant de l'Armée de l'Air, ER |
|    |                    |       |       |                                    |
| 04 | Gérard Chiquet     |       | FN    | Négociant en vins                  |
| 05 | Claude Perdereau   |       | FN    | Agriculteur éleveur                |

## Résultats

### Résultats à l'échelle du département
| Liste Parti politique | Liste Parti politique | Tête de liste       | Tour unique | Tour unique | Sièges |
| Liste Parti politique | Liste Parti politique | Tête de liste       | Voix        | %           | Sièges |
| --------------------- | --- | ------------------- | ----------- | ----------- | ------ |
|                       | Liste d'union et d'action pour le Loir-et-Cher Rassemblement pour la République (UDF)                                    | Roger Corrèze       | 77 340      | 47,16       | 2      |
|                       | Renouveau pour le Loir-et-Cher Parti socialiste                                                                          | Jack Lang           | 60 738      | 37,04       | 1      |
|                       | Liste du Parti communiste français Parti communiste français                                                             | Jean-Louis Le Moing | 12 048      | 7,35        | 0      |
|                       | Liste de Rassemblement national présentée par le Front national Front national                                           | Anne-Marie Chalvet  | 12 033      | 7,34        | 0      |
|                       | Liste du Mouvement pour un parti des travailleurs Loir-et-Cher Extrême gauche (Mouvement pour un parti des travailleurs) | Daniel Rogier       | 1 820       | 1,11        | 0      |
|                       | |                     |             |             |        |
| Inscrits              | Inscrits | Inscrits            | 213 809     | 100,00      | 3      |
| Abstentions           | Abstentions | Abstentions         | 40 512      | 18,95       |        |
| Votants               | Votants | Votants             | 173 297     | 81,05       |        |
| Blancs et nuls        | Blancs et nuls | Blancs et nuls      | 9 318       | 5,38        |        |
| Exprimés              | Exprimés | Exprimés            | 163 979     | 94,62       |        |